# انتقاد شهود يهوه

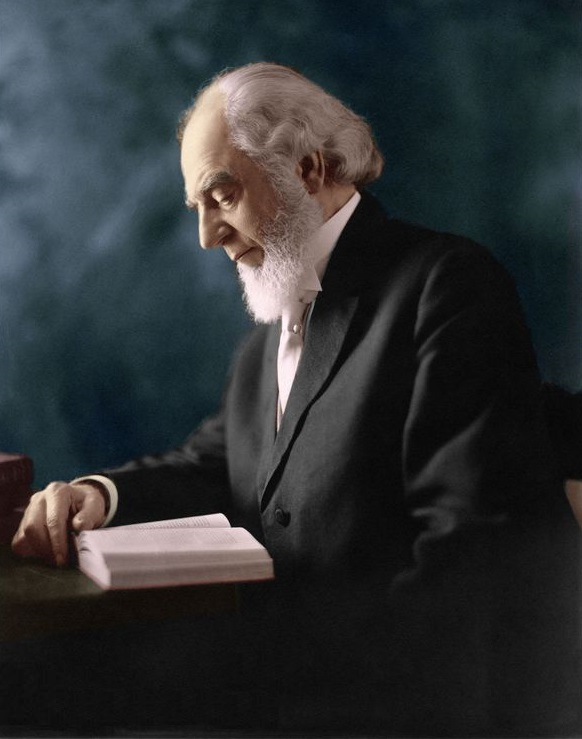

تلقت طائفة شهود يهوه العديد من الانتقادات من التيار المسيحي الرئيس، وأعضاء المجتمع الطبي، والأعضاء السابقين، والمعلقين على معتقداتهم وممارساتهم. اتُهمت الحركة بالتضارب العقائدي والتناقضات والتنبؤات الفاشلة وسوء ترجمة الكتاب المقدس والمعاملة القاسية للأعضاء السابقين والقيادة الاستبدادية والإكراهية. ركزت الانتقادات على رفضهم لعمليات نقل الدم، خاصة في الحالات الطبية التي تهدد الحياة، والادعاءات بأنهم فشلوا في إبلاغ السلطات عن حالات الاعتداء الجنسي. رفضت شهود يهوه العديد من الادعاءات، وكان البعض الآخر موضع نزاع بين المحاكم وعلماء الدين.

## الانتقادات الاجتماعية

### الاستبداد والحرمان من حرية التعبير
تأسست معتقدات شهود يهوه من قبل مجلس الإدارة، ولم تتسامح الطائفة مع المعارضة على المعتقدات والممارسات. طُرد الأعضاء الذين لا يوافقون على تعاليم الحركة ونُبِذوا علنًا. تمنع منشورات الشهود الأتباع من الشك بالعقيدة والمشورة اللتين يقدمهما مجلس الإدارة، وتعتبره أنه يمكن الوثوق به بصفته جزءًا من «تنظيم الرب». حذّروا الأعضاء لتجنب التفكير المستقل، وزعموا أن مثل هذا التفكير «يُقدَّم بواسطة الشيطان الشرير» وأنه سيكون سبب الانقسام. يُدان أولئك الذين لا يتفقون بشكل علني مع التعاليم الرسمية بأنهم «مرتدون يعانون من مرض عقلي».
اتهم عضو مجلس الإدارة السابق ريموند فرانز مجلس إدارة الحركة بالاستياء والاستنكار والسعي لإسكات وجهات النظر البديلة داخل المنظمة، والمطالبة بالتوافق التنظيمي الذي يتجاوز الضمير الشخصي، وادعى أن جمعية برج المراقبة قد أكدت موقفها عندما قال المستشار القانوني في الجمعية هايدن سي. كوفينغتون، في قضية عام 1954 في اسكتلندا، عن شهود يهوه: «يجب أن نكون موحدين مهما كلفنا الأمر». ذكر أيضًا أن الشهود يخضعون لنظام تأديبي يشجع المخبرين.
وصف فرانز وآخرون اجتماعات شهود يهوه بأنها جلسات أسئلة وأجوبة «تربوية» تُقدَّم فيا الأسئلة والأجوبة على حد سواء من قبل المنظمة، فيضغط ذلك على الأعضاء لتكرار آراء هذه الاجتماعات. زعم الشهود السابقون هيذر وغاري بوتينغ أنه «قيل لهم ما ينبغي أن يشعروا ويفكروا به»، وتوجه أصابع الشك إلى الأعضاء الذين يعبرون عن وجهات نظر مختلفة عن وجهات النظر التي يُعبّر عنها في المنشورات وفي الاجتماعات. زعم ريموند فرانز أن معظم الشهود كانوا يخافون من انتقاد المنظمة خوفًا من اتهامهم بعدم الولاء. لفت الكتّاب الانتباه إلى تحذيرات جمعية برج المراقبة المتكررة ضد أخطار التفكير المستقل وانتقاله لهم، بما في ذلك التشكيك في أي من بياناتها أو تعاليمها المنشورة، والتعليمات التي تمنع الأعضاء من المشاركة في أبحاث الكتاب المقدس المستقلة. تتوجه جمعية برج المراقبة أيضًا للقول بأنه لا يجب على الأعضاء قراءة انتقادات المرتدين المنظمة أو المواد التي تنشرها المنظمات الدينية الأخرى. صرح هيذر وغاري بوتينغ بأن «شهود يهوه لن يسمحوا بصدور أي نقد من الداخل، واكتشف العديد من الأعضاء المعنيين الذين حاولوا التعبير عن آراء بديلة في ما يتعلق بالمعتقد الأساسي أو تطبيق الضغط الاجتماعي بأن ذلك يثير استياءهم».
وصفت الجمعية عدم تسامحها مع وجهات النظر العقائدية المنشقة والمتباينة في صفوفها بأنها «صارمة»، لكنها تدّعي أن موقفها يستند إلى رسالة تيموثاوس الثانية 2:17، 18 التي يدين فيها الرسول بولس الطرسوسي هيمينايوس وفيليتوس الذين نفوا قيامة يسوع. قالت: «باتباع مثل هذه الأنماط الكتابية، إذا كان المسيحي (الذي يدّعي الإيمان بالله، والكتاب المقدس، ويسوع) يُروِّج بشكل غير متكرر للتعاليم الكاذبة، يمكن أن يكون من الضروري طرده من الجماعة، فلا يمكن أن تُتهم الطائفة المسيحية الحقيقية بشكل حقيقي بأنها عقائدية قاسية».
يقول عالم الاجتماع رودني ستارك إن قادة شهود يهوه «ليسوا ديمقراطيين دائمًا»، ويتوقع من الأعضاء الالتزام «بالمعايير الصارمة إلى حد ما»، ولكن يميل هذا التطبيق للمعايير إلى أن يكون غير رسمي ومدعومًا من قبل روابط الصداقة الوثيقة، وأن شهود يهوه يرون أنفسهم على أنهم «جزء من هيكل السلطة بدلاً من أنهم خاضعين لها». قال عالم الاجتماع جيمس إيه. بيكفورد إن جمعية برج المراقبة لا تتسامح مع المعارضة أو النقاش المفتوح للعقائد والممارسات، وتطالب أعضاءها بتوحيد المعتقدات. لاحظ أيضًا أن الجمعية تنكر شرعية كل نقد لنفسها، وأن عادة التشكيك في العقيدة الرسمية «تُحارب بقوة على جميع المستويات التنظيمية». وصف آلان روجرسون قيادة الحركة بأنها شمولية لنفس السبب.
أبلغ الدكتوران جورج دي. كريسايدس وجيمس بيفرلي أن منشورات الشهود تعلّم أن ضمير الأفراد لا يمكن الاعتماد عليه، ويحتاج إلى أن يكون تابعًا للكتاب المقدس ولجمعية برج المراقبة. يصف بيفرلي الاعتقاد بأن الولاء التنظيمي يساوي الولاء الإلهي باعتباره «الأسطورة الأساسية» لشهود يهوه الذين وُظِّفوا لضمان طاعة كاملة. لاحظ أندرو هولدن أيضًا أن الشهود لا يرون أي تمييز بين الولاء ليهوه وللحركة بحد ذاتها، ويقول إن الشهود «يخضعون لمراقبة رسمية» داخل الطائفة، وأشار إلى أن الأعضاء الذين لا يستطيعون أن يوافقوا ضميريًا على تعاليم الحركة يُطردون وتتجنبهم الحركة كليًا. قال أيضًا إن الشهود يعلّمون علم اللاهوت الخاص بهم بطريقة آلية للغاية، ويتعلمونه بشكل روتيني تقريبًا.

### الوصف كعبادة
يدّعي المؤلفون أنتوني إيه. هوكيما ورون رودس وألان دبليو. غوميز أن شهود يهوه هي عبادة دينية. يستند هوكيما في حكمه على مجموعة من ما يصفه بالخصائص العامة للعبادة، بما في ذلك الميل إلى تصعيد التعاليم الثانوية (مثل الوعظ من منزل إلى آخر) إلى مكانة بارزة، والمصدر الكتابي الإضافي للسلطة (يبرز هوكيما تعاليم برج المراقبة التي تقول إن الكتاب المقدس لا يمكن فهمه إلا كما يفسره مجلس الإدارة)، ووجهة نظر المجموعة باعتبارها المجتمع الوحيد للناس المخلَّصين (تُعلم منشورات برج المراقبة أن الشهود وحدهم هم شعب الله وأنهم وحدهم من سينجون في معركة أرماغيدون) (معركة بين الخير والشر ذُكِرت في الإنجيل ستحدث في نهاية العالم)، ودور المجموعة الرئيس في الإيمان بالآخرة (يقول هوكيما إن منشورات الشهود تدعي أن المجموعة دُعيت إلى الوجود من قبل الله لسد الفجوة في الحقيقة التي أهملتها الكنائس الموجودة، فيمثل ذلك ذروة التاريخ المقدس).
تقول شهود يهوه إنها ليست عبادة وإن على الأفراد أن يبنوا تفكيرهم الخاص على الرغم من حاجتهم إلى التوجيه المناسب من الله.
وضع الباحث الديني الأمريكي جون غوردون ميلتون طائفة شهود يهوه في قائمة «الطوائف الراسخة» في عام 1992، ولكنه بقي مترددًا هو وآخرين في استخدام مصطلح «عبادة» على مجموعات مختلفة، بما في ذلك شهود يهوه، وذلك بسبب اعتبارهم أن هذا المصطلح مثير جدًا للجدل. رفض المراقب السابق للطائفة جون بوين براون الثاني ومنتج الفيلم الوثائقي نوكينغ جويل بّي. إنغارديو التأكيد على أن شهود يهوه عبادة. ذكرت موسوعة سلسلة الدين الأمريكي المعاصرة المؤلفة من مجلدين أن «العديد من النقاد والأعضاء السابقين في السنوات الأخيرة وصفوا شهود يهوه بشكل خاطئ بأنها «عبادة».